# Snowboarding na Zimowych Igrzyskach Olimpijskich Młodzieży 2024
Zawody w snowboardingu na Zimowych Igrzyskach Olimpijskich Młodzieży 2024 odbywały się w dniach 20 stycznia-1 lutego 2024 roku. Zawodnicy i zawodniczki rywalizowali w następujących konkurencjach, half-pipe, slopestyle, snowcross, oraz Big Air. Została rozegrana również konkurencja drużynowa mieszana w snowcrossie.

## Terminarz
| Data             | Arena zmagań     | Konkurencja                 | Złoto                             | Srebro                                             | Brąz                                    |
| ---------------- | ---------------- | --------------------------- | --------------------------------- | -------------------------------------------------- | --------------------------------------- |
| 20 stycznia 2024 | Welli Hilli Park | Snowcross dziewcząt         | Noémie Wiedmer                    | Maja-Li Iafrate Danielsson                         | Léa Casta                               |
| 20 stycznia 2024 | Welli Hilli Park | Snowcross chłopców          | Jonas Chollet                     | Anthony Shelly                                     | Zion Bethônico                          |
| 21 stycznia 2024 | Welli Hilli Park | Snowcross drużyn mieszanych | Francja Jonas Chollet · Léa Casta | Francja Benjamin Niel · Maja-Li Iafrate Danielsson | Australia William Martin · Abbey Wilson |
| 24 stycznia 2024 | Welli Hilli Park | Slopestyle dziewcząt        | Hanna Karrer                      | Lucia Georgalli                                    | Vanessa Volopichová                     |
| 25 stycznia 2024 | Welli Hilli Park | Slopestyle chłopców         | Lee Chae-un                       | Eli Bouchard                                       | Romain Allemand                         |
| 28 stycznia 2024 | Welli Hilli Park | Big Air dziewcząt           | Yura Murase                       | Rebecca Flynn                                      | Lucia Georgalli                         |
| 28 stycznia 2024 | Welli Hilli Park | Big Air chłopców            | Eli Bouchard                      | Oliver Martin                                      | Campbell Melville Ives                  |
| 1 lutego 2024    | Welli Hilli Park | Halfpipe dziewcząt          | Rise Kudo                         | Sara Shimizu                                       | Lura Wick                               |
| 1 lutego 2024    | Welli Hilli Park | Halfpipe chłopców           | Lee Chae-un                       | Alessandro Barbieri                                | Ryusei Yamada                           |

## Klasyfikacja medalowa
*   Gospodarz ( Korea Południowa)
| Miejsce | Reprezentacja     | Złoto | Srebro | Brąz | Razem |
| ------- | ----------------- | ----- | ------ | ---- | ----- |
| 1       | Francja           | 2     | 2      | 2    | 6     |
| 2       | Japonia           | 2     | 1      | 1    | 4     |
| 3       | Korea Południowa* | 2     | 0      | 0    | 2     |
| 4       | Kanada            | 1     | 2      | 0    | 3     |
| 5       | Szwajcaria        | 1     | 0      | 1    | 2     |
| 6       | Austria           | 1     | 0      | 0    | 1     |
| 7       | Stany Zjednoczone | 0     | 3      | 0    | 3     |
| 8       | Nowa Zelandia     | 0     | 1      | 2    | 3     |
| 9       | Brazylia          | 0     | 0      | 1    | 1     |
| 9       | Australia         | 0     | 0      | 1    | 1     |
| 9       | Czechy            | 0     | 0      | 1    | 1     |
| Razem   | Razem             | 9     | 9      | 9    | 27    |